# Mali Kal, Mirna Peč
Mali Kal este o localitate din comuna Mirna Peč, Slovenia, cu o populație de 19 locuitori.